# كاليثيا
كاليثيا : (باليونانية: Καλλιθέα)، (بالإنجليزية:Kallithea) مدينة يونانية، وضاحية من ضواحي أثينا الكبرى.

## الموقع والسكان
تقع مدينة كاليثيا في جنوب اليونان بين مدينتي أثينا وبيرايوس حيث تبعد 3 كيلومترات إلى الجنوب من مركز أثينا، و 3 كيلومترات إلى الشمال الشرقي من بيرايوس، وتمتد جغرافياً من تلال فيلوبابو (Filopappou) وسيكيليا (Sikelia) في الشمال إلى خليج فالرون (Phaleron) في الجنوب.
يبلغ عدد سكان كاليثيا حوالي 110 ألف نسمة وبالتالي تعد ثامن أكبر بلدية في اليونان، ورابع أكبر بلدية ضمن أثينا الكبرى بعد أثينا، بيرايوس، وبيريستيري.

## التاريخ
تطورت المدينة الحديثة فوق منطقة قديمة كانت تقع بين الأسوار الدفاعية لأثينا، وكانت موقعاً لقرية كزيبيته والتي تم ذكرها في العديد من المصادر القديمة مثل حوارات أفلاطون.
بدأ الإعمار الحديث للمدينة عام 1884، وسرعان ما ازدادت أهمية كاليثيا بسبب قربها من أثينا حيث استضافت العديد من مسابقات دورة الألعاب الأولمبية الحديثة الأولى عام 1896. نمت المدينة نمواً سريعاً وخاصةً في عشرينيات القرن الماضي لاستقبالها الكثير من لاجئي آسيا الصغرى إثر الحروب التركية-اليونانية، وأيضاً لاجئي سواحل البحر الأسود على إثر الثورة البلشفية. 
أيضاً كانت المدينة مرة أخرى المركز المفضل للمهاجرين اليونانيي الأصل من الإتحاد السوفياتي السابق بعد تفككه في تسعينيات القرن الماضي.
في عام 2004 ساهمت البلدية مع بلدية أثينا باستضافة الألعاب الأولمبية الصيفية ضمن مجمع ساحل كاليثيا الأولمبي.

## المعالم الأساسية
•	كنيسة أيا إليوسا : وتعود إلى العصر البيزنطي المتأخر.
•	المعرض البلدي: ويوجد في بناء لاسكاريدو وهو أقدم أبنية كاليثيا الجديدة.
•	مجمع ساحل كاليثيا الأولمبي: يقع على ساحل المدينة ويوجد ضمنه العديد من الملاعب الرياضية
•	صرح يونانيي جبال البونتس : ويقع في مركز المدينة.

## متفرقات
•	يوجد في كاليثيا جامعتين: جامعة هاروكوبيون(Harokopion) ، وجامعة بانتيون (Panteion)
•	يعد نادي كاليثيا أف سي أهم نادي كرة قدم في المدينة ومقره أستاد غريغوريس لامبراكيس.

•	تعد كاليثيا مركز تاريخي لموسيقا الريبيتيكو واللايكو الشعبية.

## معرض صور

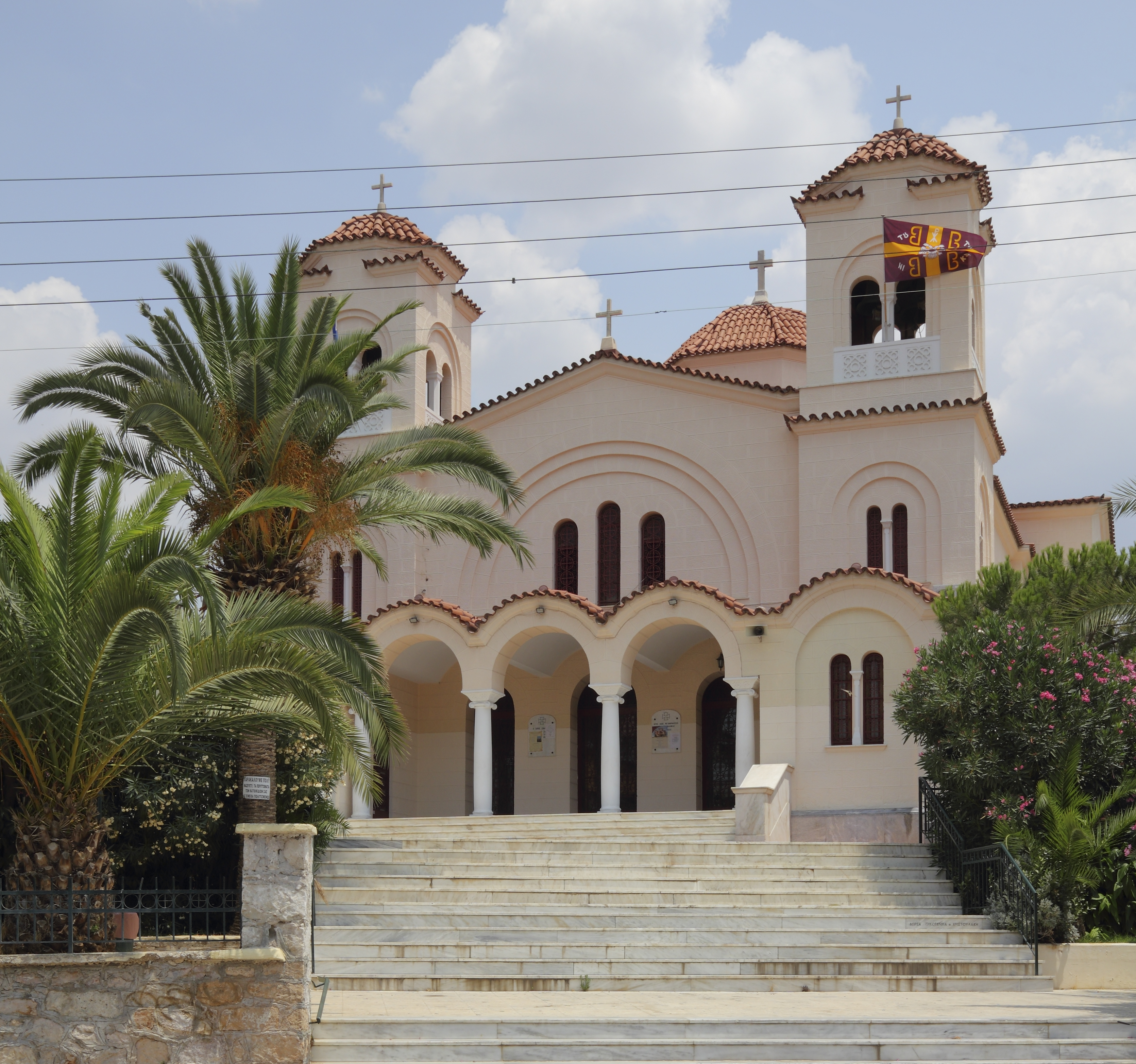
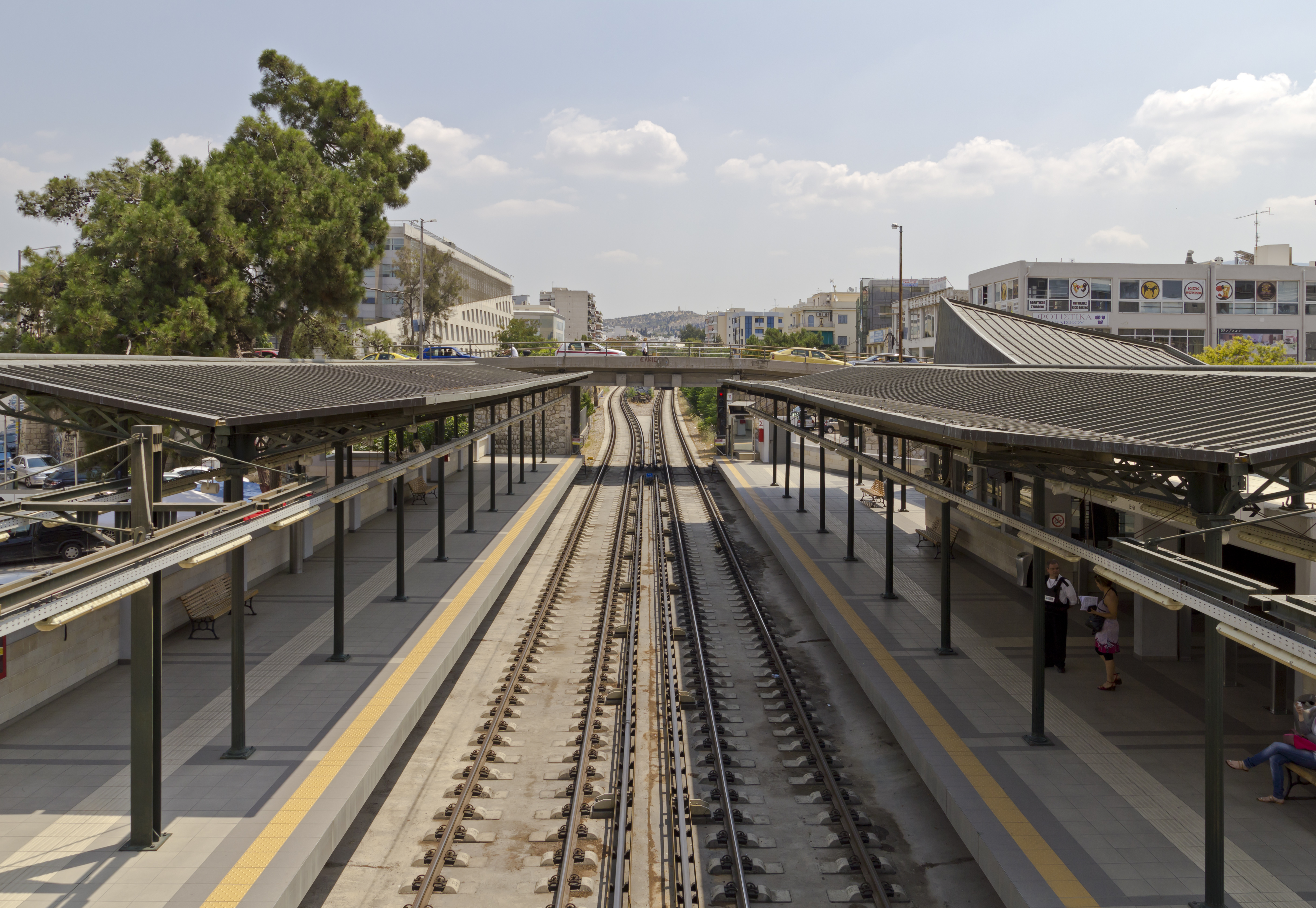
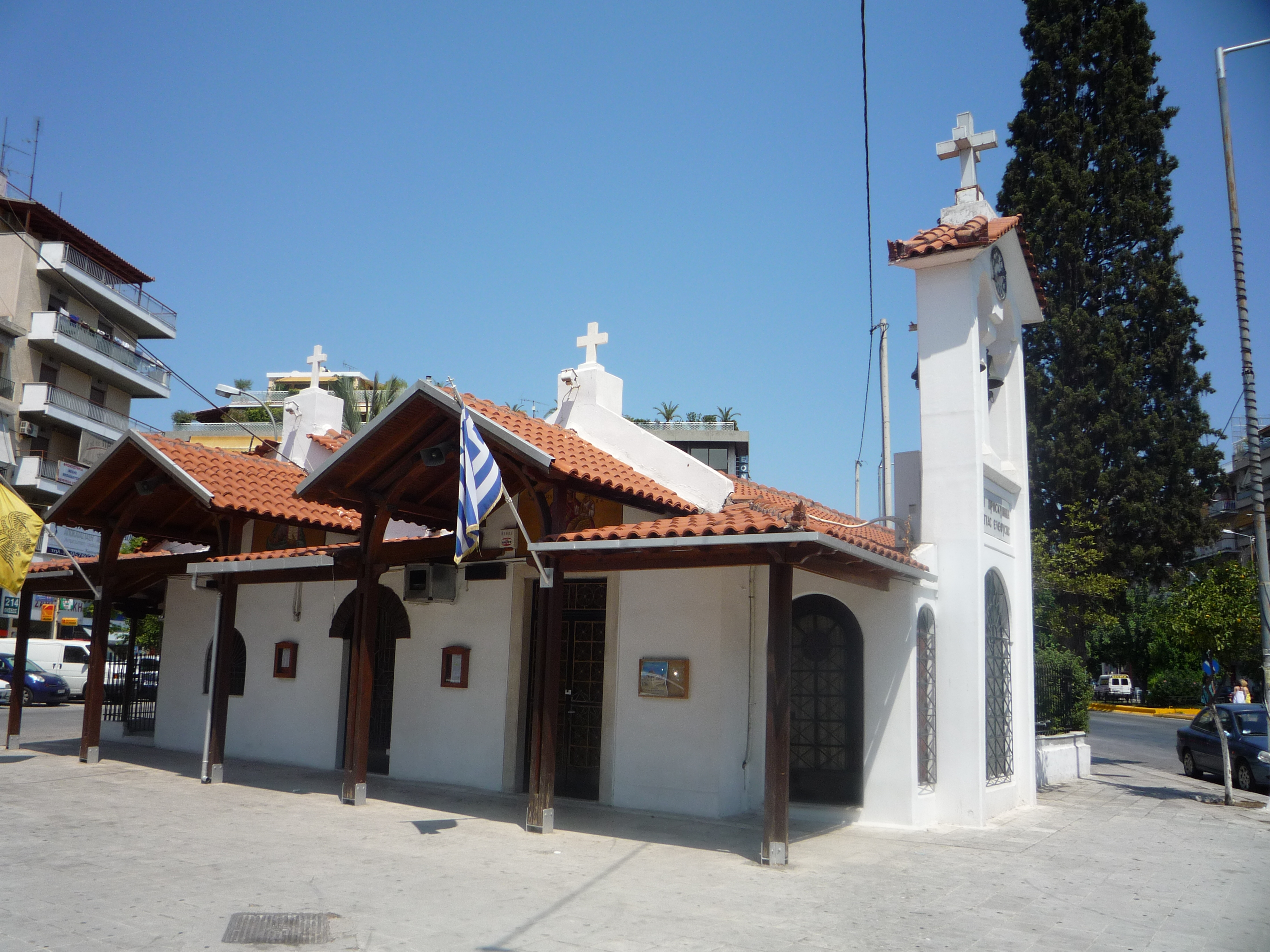